# Treno di lusso (film 1939)
Treno di lusso (Salonwagen E 417) è un film del 1939 diretto da Paul Verhoeven.

## Produzione
Le riprese del film, che fu prodotto dalla Deka Film, durarono dal 17 ottobre al dicembre 1938.

## Distribuzione
Distribuito dalla Bavaria-Filmkunst Verleih, il film venne presentato in prima a Vienna il 14 aprile 1939. A Berlino, venne presentato al Tauentzien-Palast il 5 maggio 1939.